# Tuckerman
Tuckerman is een plaats (city) in de Amerikaanse staat Arkansas, en valt bestuurlijk gezien onder Jackson County.

## Demografie
Bij de volkstelling in 2000 werd het aantal inwoners vastgesteld op 1757.
In 2006 is het aantal inwoners door het United States Census Bureau geschat op 1696, een daling van 61 (-3,5%).

## Geografie
Volgens het United States Census Bureau beslaat de plaats een oppervlakte van
5,5 km², geheel bestaande uit land. Tuckerman ligt op ongeveer 74 m boven zeeniveau.

## Plaatsen in de nabije omgeving
De onderstaande figuur toont nabijgelegen plaatsen in een straal van 16 km rond Tuckerman.